# Hinojales
Hinojales er en by og kommune i det sydvestlige Spanien i provinsen Huelva. Den har et indbyggertal på 325 (2024) indbyggere.